# 米南德 (總督)
米南德（希臘語：Mενανδρoς; 前四世紀人物），是馬其頓亞歷山大大帝的軍官，也是國王的夥友（Hetairoi）之一。在亞歷山大的遠征軍中，米南德指揮一支雇傭兵部隊。後來於前331年亞歷山大在從埃及返回泰爾時，亞歷山大任命他為呂底亞總督。米南德一直擔任這個職位直到前323年，當時亞歷山大從印度返回巴比倫，米南德率領一支增援的部隊前往巴比倫與亞歷山大會合，米南德抵達時恰好在亞歷山大患重病前刻。
亞歷山大逝世後，米南德在巴比倫分封協議後仍擁有呂底亞的統治權。在繼業者的鬥爭中，他屬於安提柯一黨，並且是第一位告知安提柯，說佩爾狄卡斯將娶亞歷山大的妹妹克麗奧佩脫拉這個消息的人。在前321年的特里帕拉迪蘇斯分封協議中，米南德失去了呂底亞總督職位，並由克利圖斯接任。這很可能是米南德為了能與安提柯更緊密加強關係，在前320年在首次對付歐邁尼斯之時，可以看到米南德當時指揮安提柯一部分軍隊。之後幾年，米南德得知歐邁尼斯已經從諾拉的要塞包圍圈逃脫，他立刻率軍進入卡帕多西亞攻擊歐邁尼斯，迫使歐邁尼斯往奇里乞亞逃遁。在這之後，便沒有米南德的記錄了。

## 來源
1. ↑   阿里安, 亞歷山大遠征記, iii. 6, vii. 23
2. ↑   弗提, Bibliotheca, cod. 82, cod. 92; 查士丁, Epitome of Pompeius Trogus, xiii. 4; 昆圖斯·庫爾蒂烏斯·魯夫斯, Historiae Alexandri Magni, x. 10; 西西里的狄奧多羅斯, Bibliotheca, xviii. 3
3. ↑   弗提, cod. 92
4. ↑   普魯塔克, 希臘羅馬名人傳, "Eumenes", 9; 西西里的狄奧多羅斯, xviii. 59

- 威廉·史密斯，《希腊羅馬的神話和傳記辭典》,   "Menander (1)", 波士頓, (1867)